# Takīs Karatzoulidīs
Dīmītrīs Karatzoulidīs, detto Takīs (in greco Δημήτρης "Τάκης" Καρατζουλίδης?; Salonicco, 2 giugno 1957), è un ex cestista greco.

## Carriera
Con la Grecia ha disputato due edizioni dei Campionati europei (1979, 1981) e i Giochi del Mediterraneo di Spalato 1979).